# Saddle Cyclone
Pour plus de détails, voir Fiche technique et Distribution.
Saddle Cyclone est un film américain réalisé par Richard Thorpe, sorti en 1925.

## Synopsis
Regan et Burns tentent de faire saisir le ranch de Lowery pour rembourser une hypothèque. Bill Demming, le contremaître du ranch, est pris dans une bagarre. Après s'être enfui, il est accusé de meurtre. Pour obtenir l'argent nécessaire du grand-père de Lowery, il se fait passer pour ce dernier. Le grand-père accepte, mais à condition qu'il épouse sa nièce Alice. Bill est finalement innocenté, le ranch est sauvé, et Bill et Alice sont heureux ensemble.

## Fiche technique
- Titre original : Saddle Cyclone
- Réalisation : Richard Thorpe
- Scénario : Betty Burbridge
- Photographie : Ray Ries
- Production : Lester F. Scott Jr.
- Société de production : Action Pictures
- Société de distribution : Weiss Brothers Artclass Pictures
- Pays de production :  États-Unis
- Langue originale : anglais
- Format : noir et blanc — 35 mm — ,37:1 — Film muet
- Genre : Western
- Durée : 5 bobines - 1 441 m
- Date de sortie :
  - États-Unis :13 novembre 1925

## Distribution
- Jay Wilsey : Bill Demming
- Nell Brantley : Alice Roland
- Will Herford : Joshua Lowery
- Norbert A. Myles : Frank Lowery
- Harry Todd : Andy Simms
- Bob Fleming : Regan
- Lafe McKee : Burns